# Гавињано (Фиренца)
Гавињано (итал. Gavignano) је насеље у Италији у округу Фиренца, региону Тоскана.
Према процени из 2011. у насељу је живело 40 становника. Насеље се налази на надморској висини од 246 м.